# سرگز (هلیل)
سرگز روستایی در دهستان هلیل بخش مرکزی شهرستان جیرفت استان کرمان ایران است.

## جمعیت
بر پایه سرشماری عمومی نفوس و مسکن در سال ۱۳۹۵ جمعیت این مکان ۱۶ نفر (۴خانوار) بوده‌است.